# ساراباندي (هاندل)

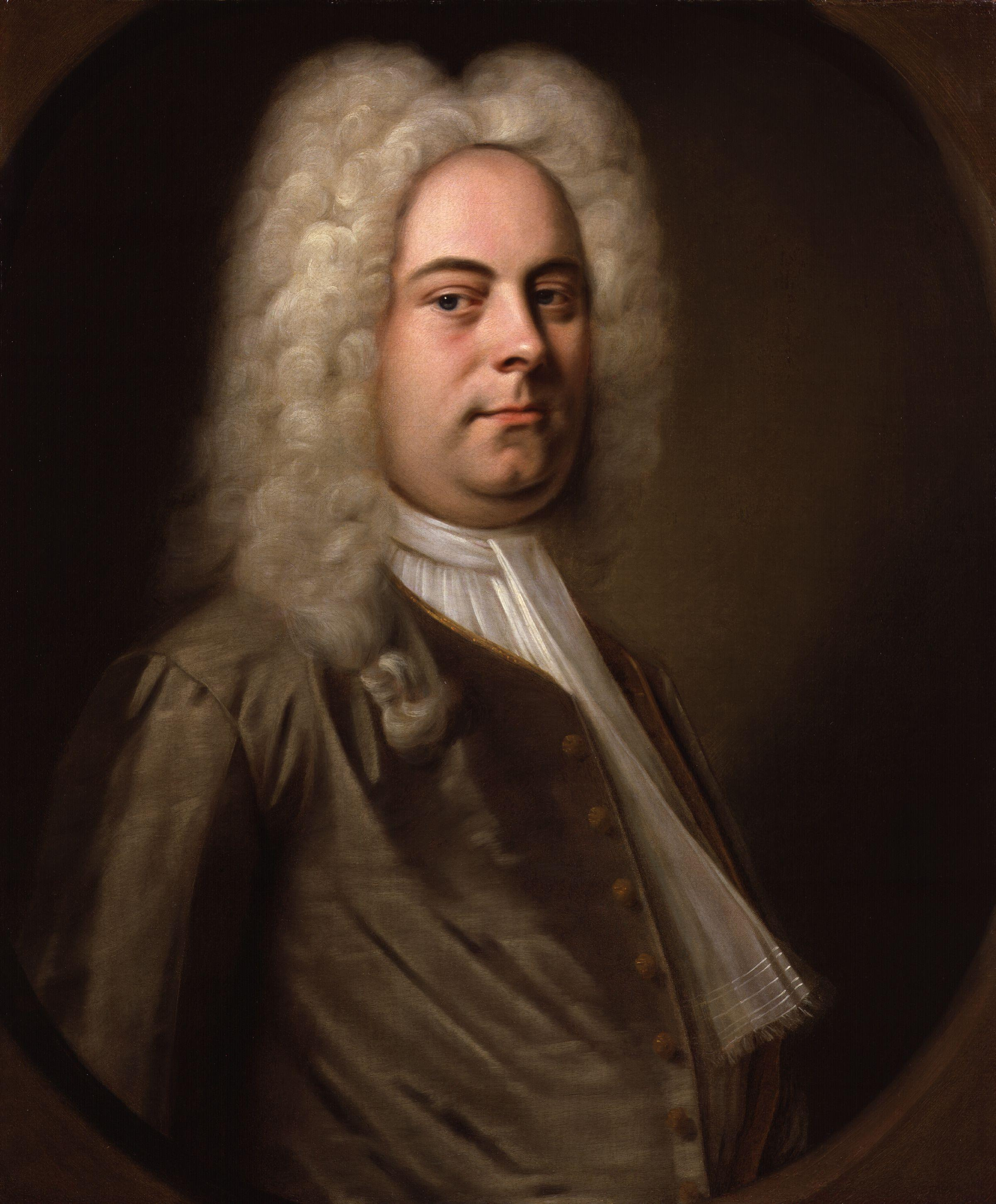
صورة لجورج فريدريك هاندل في عام 1727، من قبل بالتازار دنر

ساراباندي هاندل هي مقطوعة موسيقية شهيرة لرقصة ساراباندي خلال العصر الباروكي تعد الرقصة الثالثة لأربع رقصات متتالية من سلم ري الصغير، للملحن البريطاني من أصل ألماني جورج فريدريك هاندل (1685-1759) يرجح تأليفها إلى حوالي عام 1705 أثناء إقامة ملحنها في هامبورغ، بينما تم نشر المقطوعة لأول مرة في عام 1733 في لندن من قبل ناشر الموسيقى جون والش.
أصبحت نسخة الأوركسترا السيمفونية لفيلم باري ليندون للمخرج ستانلي كوبريك في عام 1975، واحدة من أشهر المعزوفات الأفلام في تاريخ السينما مع حصدها لجائزة أوسكار أفضل موسيقى تصويرية عن الفيلم عام 1976.